# 大日方傳
大日方 傳（おびなた でん、明治40年（1907年）3月16日 – 昭和55年（1980年）8月21日）は日本の映画俳優。常用漢字では「大日方 伝」と表記する。

## 経歴

### 生い立ち
福岡県小倉市の地元の裕福な名家に生まれる。中学校卒業後に家族で東京府に移り、東京府立園芸学校（現・東京都立園芸高等学校）を卒業後、東洋大学へ進む。

### デビュー
昭和5年（1930年）、大学卒業後に日活の専属俳優として『至誠の輝き』で銀幕デビュー。デビュー後に日活で数作に出演した後、松竹（松竹蒲田撮影所）へ移籍し同社の専属俳優となる。

### スタアに
昭和8年（1933年）、松竹への移籍当初から『伊豆の踊子』（五所平之助監督）や『出来ごころ』（小津安二郎監督）などのサイレント映画で主演を務めるなど、同社の若手スターとしての地位を確立した。
なお、川端康成の小説を原作とした『伊豆の踊子』は、大日方が主演を務めた第1作以降、第二次世界大戦後にかけて5作のリメイク版が作られるなど人気の作品となった。
1930年代中盤以降に日本映画がトーキー時代に入った後も、トーキーの波に乗り遅れる若手俳優が少なくない中で、『隣の八重ちゃん』（1934年）、『一つの貞操』（1935年）、『若い人』（1937年）など数々の作品で主演、出演し、長身でスカーフェイスの野性味のある二枚目若手人気俳優として、昭和初期から第二次世界大戦後にかけての日本映画の黄金期に高い人気を誇った。

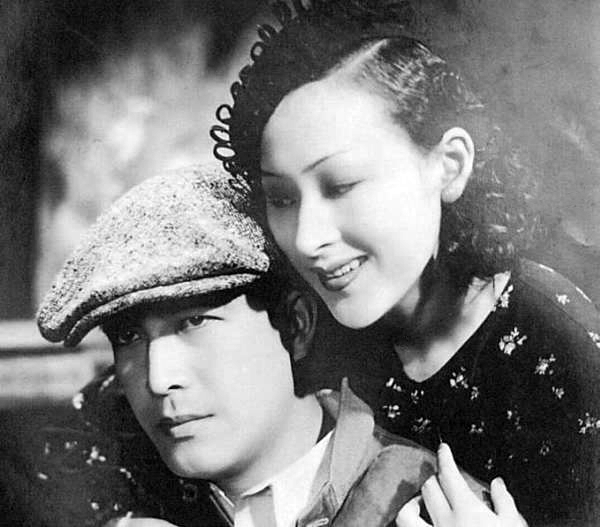
『街の笑くぼ』（重宗和伸監督）右:逢初夢子

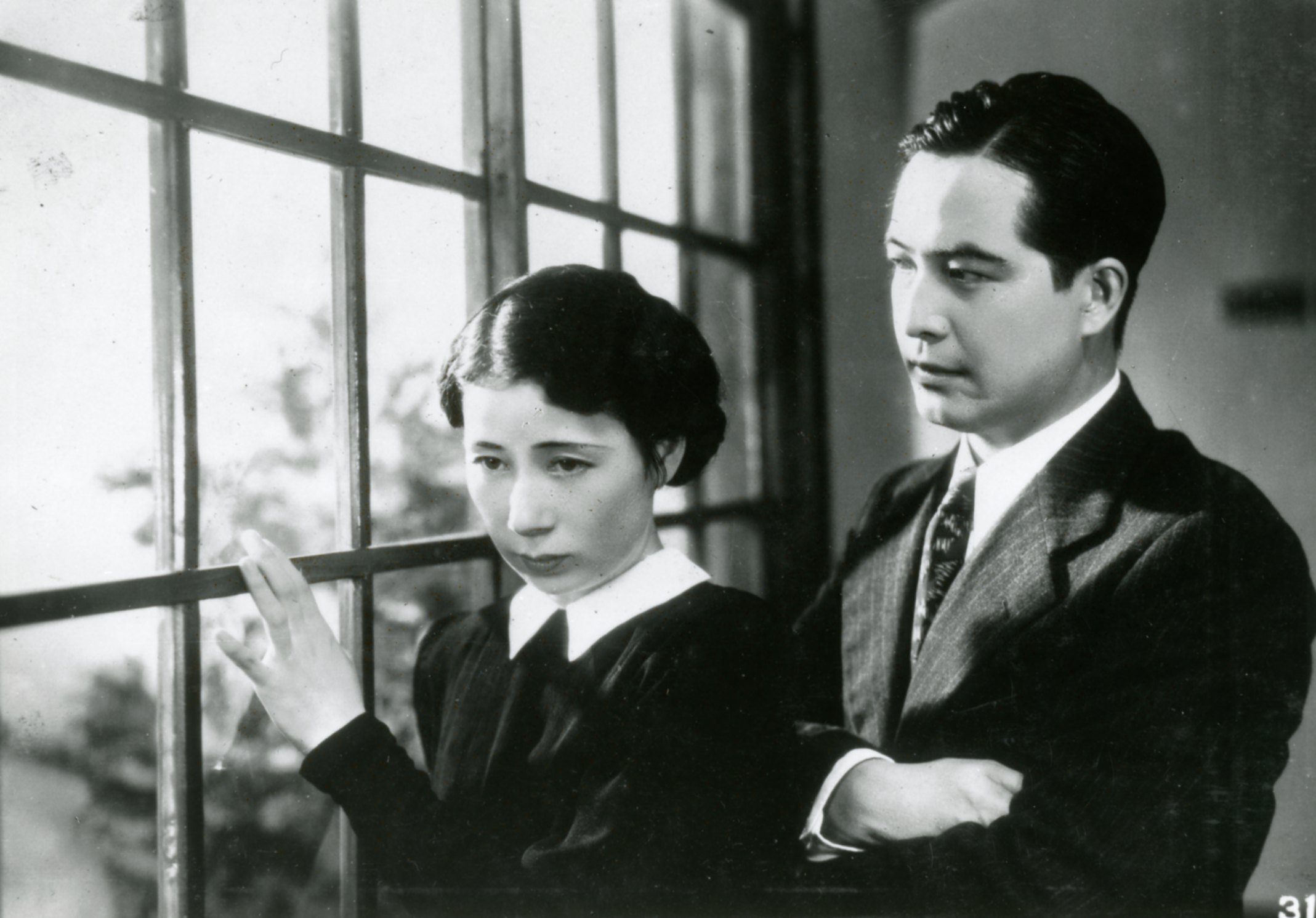
『若い人』左:夏川静江

また、昭和10年（1935年）、重宗務が古巣の日活の資本参加を受けて設立した東京発声映画製作所の立ち上げに藤井貢や三井秀男らと参加し、同社の初の作品である『乾杯!学生諸君』（1935年）の主演を務めたほか、『街の笑くぼ』（1936年）や『若い人』（前出）、『太陽の子』（1938年）など数作に主役や主役級で出演した。

### 戦中

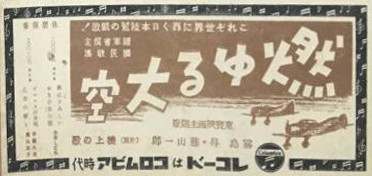
「燃ゆる大空」

1937年に日中戦争がはじまった翌年の昭和13年（1938年）には、八田尚之とともに、新たに同社と資本関係を結んだ東宝に移籍した。
第二次世界大戦前は、上記のように小津監督や五所監督、重宗監督の様な大御所監督の作品に主役や主役級で多数出演した他、日中戦争から対英米開戦前後には『上海陸戦隊』（1939年）や『燃ゆる大空』（1940年）、『南海の花束』（1942年）などの国策映画にも主役や主役級で数多く出演するなど、第一級の活躍を続けた。

### 製作業への進出
戦後も銀幕のスタアらしく、一家全員で帝国ホテルでホテル暮らしをしつつ、『金色夜叉』（1948年） や『異国の丘』（1948年）、『この旗に誓う』（1951年）、『風雲千両船』（1952年）など数多くの映画に主役、もしくは主役級で出演した上に、『窓から飛び出せ』（1950年）で製作業にも進出した。また終戦後にはキャバレーなど事業経営にも進出した。

### ブラジルへ移民
昭和28年（1953年）、園芸高校時代からの夢をかなえるべく家族ともどもブラジルに移民し、実家の4000坪の玉川学園の敷地など膨大な資産の売却と俳優として蓄えた資産を元手に、牧場と農園を運営することを突然発表し大きな話題を呼んだ。なおブラジルへの出発直前に自宅が火事で全焼するという災難に見舞われた。

### ブラジルと沖縄

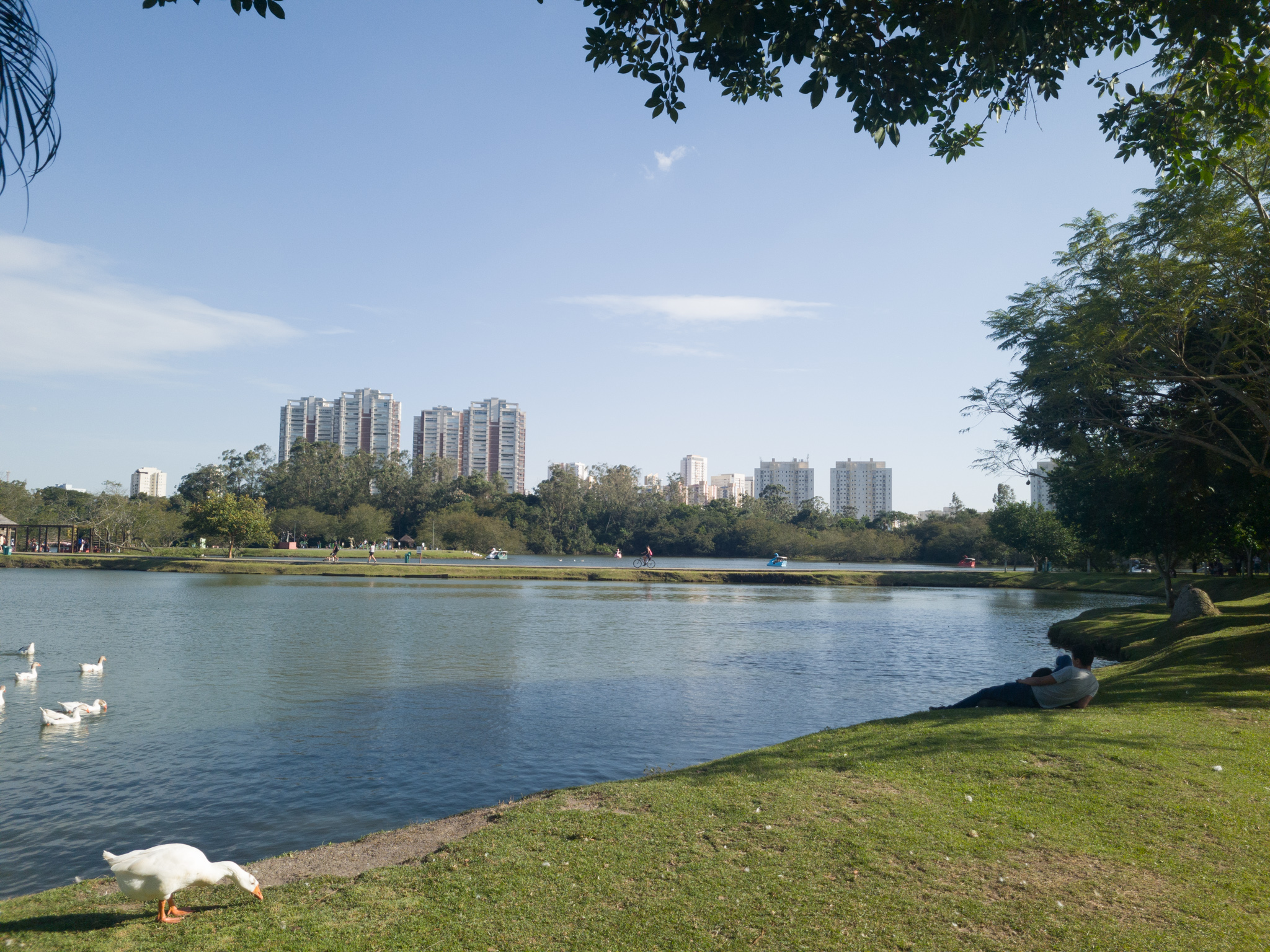
現在のモジ・ダス・クルーゼス市

家族全員で客船でブラジルへ移民した後は、サンパウロ州モジ・ダス・クルーゼス市で牧場の経営を成功させつつ「南米の曠野に叫ぶ」など数本の作品に出演、監督した。
昭和34年（1959年）、アメリカ統治下の沖縄で製作・監督し、同年に那覇劇場で封切られた『月城物語』は、全編沖縄方言で撮影された世界初の映画作品となった。その後も1960年代にかけて日本航空やレアル航空の直行便でブラジルと日本との間を行き来し、数作の作品の製作・監督を行った。

### アメリカへ
1960年半ばには映画製作・監督業から引退し、さらにブラジルのサンパウロ州にある農園を売り払い、アメリカ合衆国テキサス州に移る。その後はハワイ州に移り輸入業を始める。

### 晩年
その後も膨大な資産をもとに、ハワイで輸入業の傍ら悠々自適な引退生活を送るが、1966年に心筋梗塞になり休養を余儀なくされる。1977年には治療のため日本へ帰国する。1980年に東京で死去した。

## 人物・エピソード
- 妻は元女優の松園延子。荒弼、駿介（息子）、桃子、百合子（娘）の二男二女を儲けた。いずれも大日方製作の映画に子役として出演したことはあるが、芸能界入りはしていない。
- 日活時代、仕事の合間を見てスキーに出掛け、脚を骨折した。このため撮影中止となり、撮影所所長は「スキー禁止令」を出すことになった[4]。
- 第二次世界大戦後まもない頃に、大日方の経営していたキャバレーで従業員兼用心棒だったのが、脚本家になる前の笠原和夫である。

## おもな作品

### 出演作品
- 「至誠の輝き」（1930年）
- 「日活オンパレード」（1930年）
- 「明日の太陽」（1931年）
- 「輝く吾等が行くて」（1931年）
- 「浪子」（1932年）
- 「椿姫」（1932年）
- 「恋の花咲く 伊豆の踊子」（1933年）
- 「泣き濡れた春の女よ」（1933年）
- 「処女よ、さよなら」（1933年）
- 「出来ごころ」（1933年、監督：小津安二郎）
- 「ラッパと娘」（1933年）
- 「母を恋はずや」（1934年、監督：小津安二郎）
- 「隣の八重ちゃん」 （1934年）
- 「生きとし生けるもの」（1934年）
- 「与太者と小町娘」（1935年）
- 「一つの貞操」（1935年）
- 「左うちわ」（1935年）
- 「街の笑くぼ」（1936年）
- 「若い人」（1937年）
- 「太陽の子」（1938年）
- 「上海陸戦隊」（1939年、特殊撮影：円谷英二）
- 「はたらく一家」（1939年）
- 「忠臣蔵」（1939年）
- 「燃ゆる大空」（1940年）
- 「君と僕」（1941年）
- 「上海の月」（1941年）
- 「南海の花束」（1942年）
- 「かけ出し時代」（1947年）
- 「金色夜叉」（1948年）
- 「三百六十五夜」（1948年）
- 「夜の門」（1948年）
- 「異国の丘」（1948年）
- 「検事と女看守」（1949年）
- 「帰国」（1949年）
- 「窓から飛び出せ」（1950年：製作と原作も）
- 「無宿猫」（1951年）
- 「この旗に誓う」（1951年）
- 「二人の母」（1952年）

### 製作・監督作品
- 「窓から飛び出せ」（1950年、娘の大日方桃子などと共演した）
- 「バルガス平原の決闘」（1954年、ブラジル）
- 「月城物語」（1959年、アメリカ統治下の沖縄）
- 「山原街道」（1960年、アメリカ統治下の沖縄）